# 아이토정
아이토정(愛東町)은 시가현 에치군에 설치되었던 정이다.

## 역사
- 1955년 2월 11일 - 에치군 가쿠이촌, 니시오구라촌이 합병해 에치군 아이토촌이 성립하였다.
- 1971년 2월 11일 - 정으로 승격해 아이토정이 되었다.
- 2005년 2월 11일 - 욧카이치시, 에치군 에이겐지정, 고토정, 간자키군 고카쇼정과 합병해 히가시오미시가 성립하였다. 동일 아이토정은 폐지되었다.

## 교통

### 도로
- 국도 제307호선